# Steven Brust

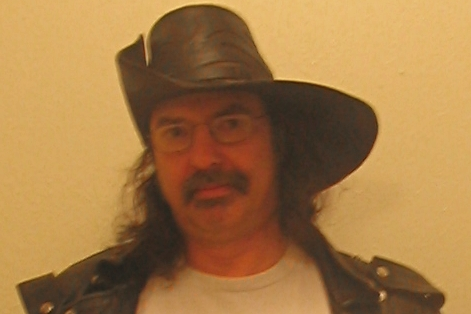
Steven Brust, 2006

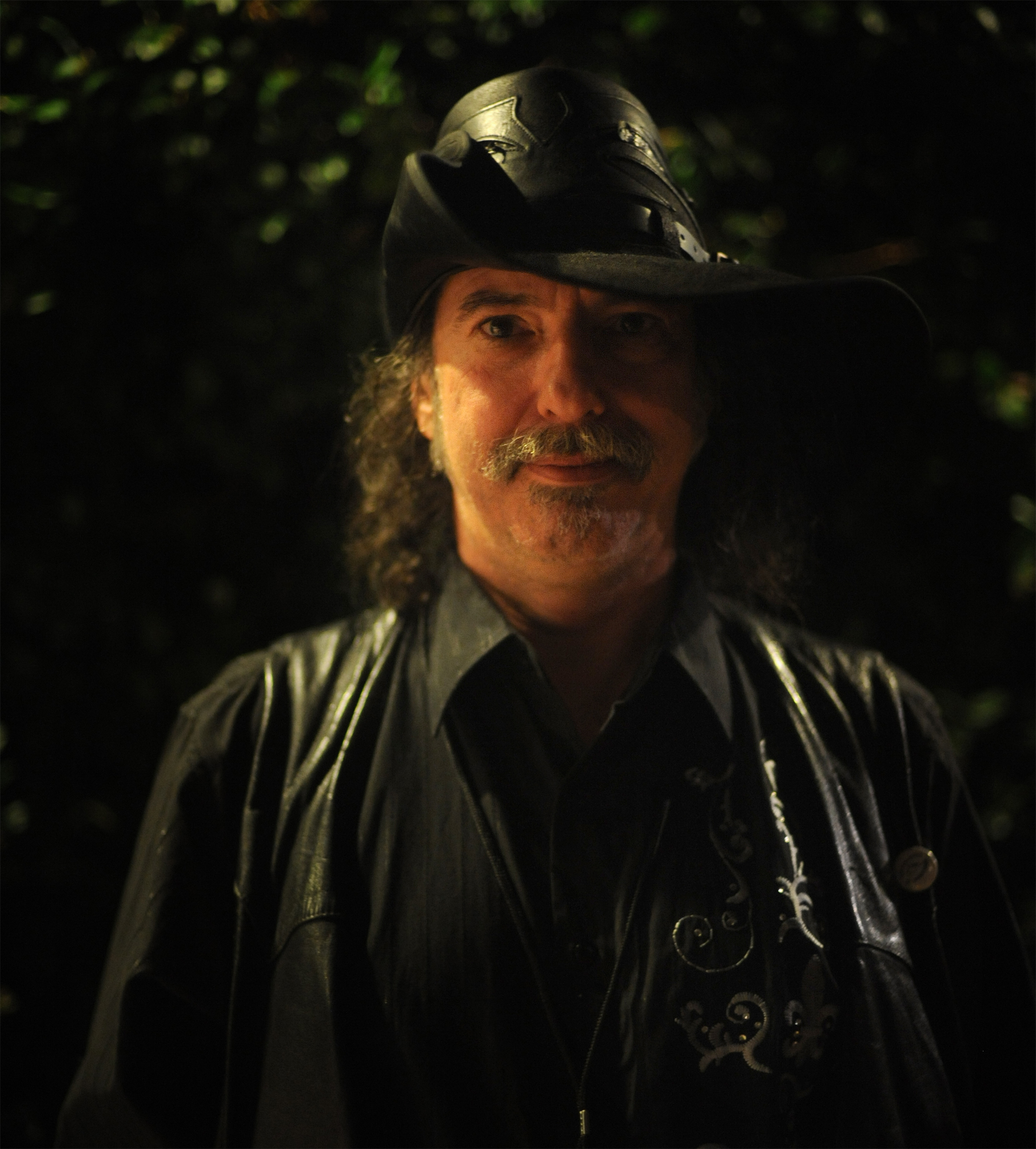
Kyle Cassidy: Steven Brust

Steven Karl Zoltán Brust (* 23. listopadu 1955) je americký spisovatel fantasy, známý svou sérií o nájemném vrahovi Vladu Taltosovi.
Světu ve kterém se odehrávají vládnou Dragaerané; Vlad Taltos je jeden z lidské menšiny, ale je považován za někoho víc, protože jeho otec zaplatil hodně peněz, aby se oba stali členy rodu Jeheregů (jediný velký dům, který vykonává takové transakce je ne náhodou také jeden tradičně zodpovědný za většinu Dragaera psanců a zločinců) přesto, že je člověk a zločinec, Vlad má množství vysoko postavených Dragaeranských přátel. Brust má doposud napsaných deset románů z Drageary, kterých zamýšlí devatenáct - jména jsou po velkých rody Dragearů a jeden se jmenuje jako Vlad sám, poslední román bude nazván Poslední kontrakt.
Brust také začal další sérii na Dragaeře, ale století před časem Vlada. To je částečná pocta k Alexandru Dumasovi a jeho románech o třech mušketýrech; má být pět knih této série, aby následoval vzor Dumasovy série.

## Dílo

### Dragaera
- s Vladem Taltosem
  1. Jhereg (1983) česky (2002)
  2. Yendi (1984) česky (2003)
  3. Teckla (1987) česky (2009)
  4. Taltos (1988) česky (2006)
  5. Phoenix (1990)
  6. Athyra (1993)
  7. Orca (1996)
  8. Dragon (1998)
  9. Issola (2001)
  10. Dzur (2006)
  11. Jhegaala (2008)
  12. Iorich (2010)
  13. Tiassa (připravuje se)
- Khaavren romance
  1. The Phoenix Guards (1991)
  2. Five Hundred Years After (1994)
  3. The Viscount of Adrilankha vydáno ve třech dílech:
    1. The Paths of the Dead (2002)
    2. The Lord of Castle Black (2003)
    3. Sethra Lavode (2004)
- samostatné
  - Brokedown Palace (1986)

### Ostatní
- Seznam děl v Souborném katalogu ČR, jejichž autorem nebo tématem je Steven Brust
- To Reign in Hell (1984)
- The Sun, the Moon, and the Stars (1987)
- Cowboy Feng's Space Bar and Grille (1990)
- The Gypsy (1992) s Megan Lindholm
- Agyar (1993)
- Freedom and Necessity (1997) s Emma Bull